# Расковець
Расковець (словен. Raskovec) — поселення в общині Оплотниця, Подравський регіон‎, Словенія.